# Bathyraja tunae
Bathyraja tunae — вид хрящевых рыб рода глубоководных скатов семейства Arhynchobatidae отряда скатообразных. Обитают в западной части Индийского океана. Встречаются на глубине до 2240 м. Их крупные, уплощённые грудные плавники образуют округлый диск со треугольным рылом. Максимальная зарегистрированная длина 100 см. Не являются объектом целевого промысла.

## Таксономия
Впервые новый вид был научно описан в 2005 году. Голотип представляет собой неполовозрелую самку длиной 96,2 см, пойманную в южной части Мозамбикского пролива (25°07′ ю. ш. 36°49′ в. д.) на глубине 2140—2240 м. Паратип: самка длиной 29,6 см, пойманная у южной оконечности Мадагаскарского хребта на глубине 1700—1750 м. Известно всего два экземпляра этого вида.

## Ареал
Эти скаты обитают в западной части Индийского океана у побережья Мадагаскара и Мозамбика. Встречаются на глубине от 1700 до 2240 м.

## Описание
Широкие и плоские грудные плавники этих скатов образуют ромбический диск с широким треугольным рылом и закруглёнными краями. Позади глаз имеются брызгальца. На вентральной стороне диска расположены 5 жаберных щелей, ноздри и рот. На хвосте пролегают латеральные складки. У этих скатов 2 редуцированных спинных плавника и редуцированный хвостовой плавник. Рыло довольно вытянутое. Межглазничное пространство широкое, между первой и второй жиберной щелями довольно большой промежуток. Хвост короче диска. Дорсальная поверхность колючая, а вентральная гладкая. Вдоль хвоста пролегает срединный ряд из 19 шипов. Крупные шипы на диске отсутствуют. На верхней челюсти расположено 30 зубных рядов. Количество туловищных позвонков 40—44. Максимальная зарегистрированная длина 100 см.

## Биология
Откладывают яйца.

## Взаимодействие с человеком
Не являются объектом целевого промысла. Потенциально могут попадаться в качестве прилова. В ареале ведётся глубоководный лов. Данных для оценки Международным союзом охраны природы охранного статуса вида недостаточно.